# Кубенське озеро
Ку́бенське о́зеро — озеро льодовикового походження у Вологодській області Росії, належить до сточища Північної Двіни. Озеро має витягнуту форму; довжина його 54 км, ширина 12 км, площа в середньому 370 км² (площа озера непостійна унаслідок щорічного затоплення низьких берегів талими водами).
Озеро лежить на висоті 109 м над рівнем моря в заболоченій низовині, утвореної талими водами при руйнуванні стародавнього льодовика. Дно Кубенського озера переважно піщане. Середня глибина Кубенського озера — 1,2 м, найбільша — 10-13 м. Живлення змішане, з переважанням снігового. Замерзає озеро в жовтні — листопаді, розкривається в кінці квітня — травні.

## Притоки і стік
В озеро впадає близько 30 річок, основні — Кубена і Уфтюга. З озера витікає річка Сухона, у витоку якої споруджена регулююча стік і рівень води в озері гребля з судноплавним шлюзом (рос. «Знаменитый»). Гребля шлюзу «Знаменитий» на зиму опускається на дно (основу греблі), і знаходиться в такому положенні до закінчення паводку на Сухоні. Таке технічне рішення викликане тим, що під час паводку (наприкінці квітня - початку травня) Сухона на ділянці від гирла річки Вологди до Кубенського озера тече назад (змінює напрямок течії) через сильний підпір паводкових вод нижче Усть-Вологодського. Фактично Кубенське озеро являє собою водосховище, будучи головним резервуаром питної води для обласного центру - Вологди.

## Судноплавство
Озеро судноплавне, відомо своєю бурхливою вдачею. Входить відразу в дві водні системи - Північно-Двінську і Волго-Балтійську. Широкі піщані мілини у берегів, особливо у південно-західного, створюють складнощі для судноплавства. Місцями зустрічаються кам'янисті пасма, на північ від гирла річки Уфтюги і біля острова Кам'яний. Фарватер озера вузький, всього декілька кілометрів, має мулке дно. До осені спостерігається значне падіння водного горизонту. Північно-Двінською системою через річку Шексну сполучено з Волго-Балтійським водним шляхом (раніше Маріїнська водна система). Розвинуте рибальство.

## Ресурси Інтернету
Вікісховище має мультимедійні дані за темою: Кубенське озеро
- Данные государственного водного реестра [Архівовано 5 березня 2016 у Wayback Machine.]
- Кубенське озеро [Архівовано 21 лютого 2020 у Wayback Machine.](англ.)